# 处女膜

不同的處女膜

處女膜（英語：hymen），又稱陰道瓣，是一層位於陰道口的環狀黏膜組織（也有書籍/教科書說是一片退化的肌肉，並非“膜”），包圍或部分覆蓋陰道口。陰道瓣是女陰與女性外生殖器的一部份，並且其組成與陰道類似。普遍認為，陰道瓣並未具有特定的解剖或生理功能。青少年時期，陰道瓣的形狀相當多變，最常見為月牙形。陰道瓣的厚薄也存在許多變化，有可能相對較薄而具有彈性，也有可能較厚相對堅實。
包括創傷、自慰、內診、運動、發生性行為等許多情境，都有可能導致陰道瓣的破裂，導致暫時性的出血和疼痛。因此，陰道瓣是否完整，不應該作為判斷女性是否發生過初次陰道性行為的依據，這樣的認知錯誤，至今依然存在於許多文化之中。

## 解剖学性状
處女膜是多种雌性动物，包括黑猩猩、非洲象、海豹、海牛、狐猴、天竺鼠、鯨魚、馬、大羊駝、駱駝，以及人类所具有的组织；但是尚未解开的谜团是，只有人類和馬在性成熟期以后，还保留着處女膜，少數案例中的母馬若是處女膜閉鎖影響交配則會動手術切除。
在處女膜的中央，有一直径为1～1.5厘米的小孔，月经可通过这一小孔排出体外。这个小孔的形状各人不尽相同，根据處女膜开孔的形状，可分为圆形、椭圆形、环形、筛形、伞形、分叶形、星形、中隔分离形、月牙形、半月形、唇形等30餘种。只有少数女性天生没有處女膜。
处女膜厚度的正常变异范围可以从薄且有弹性到厚且有些僵硬。在1,000名婴儿中有1-2名会出现闭锁性处女膜。唯一可能需要医疗干预的变异是闭锁性处女膜，它完全阻止或显著减慢经血的流出。在任何一种情况下，都可能需要进行手术以允许经血流出或进行性交。这是俗称“石女”的一种，常在青春期发现月经迟来，并伴有小腹周期性疼痛。
从青春期开始，取决于雌激素和活动水平，处女膜组织可能变得更厚，开口通常呈现流苏状或不规则形状。在幼儿中，撕裂的处女膜通常会很快愈合。在青少年中，处女膜开口可以自然扩展，形状和外观的变异增加。
女性生殖道的变异可能由于苗勒管发育不全或发育不全、管化缺陷、侧融合和吸收失败而导致，造成各种并发症：
- 闭锁性：处女膜开口不存在；如果到青春期仍未自行矫正，需要进行小手术以允许经血流出。[21]
- 筛状或小孔状：有时被误认为闭锁性，处女膜开口似乎不存在，但在仔细检查下，有小孔。[22]
- 隔膜性：处女膜开口有一条或多条组织带横跨开口。[23]

## 发育及破损
生殖道在胚胎发育期间，从妊娠的第三周到第二孕期发育，而处女膜是在阴道之后形成的。在第七周，尿直肠隔形成，将直肠与泌尿生殖窦分隔开来。第九周，苗勒管向下移动，达到泌尿生殖窦，形成子宫阴道管并插入泌尿生殖窦。在第十二周，苗勒管融合，形成原始子宫阴道管（unaleria）。第五个月，阴道管化完成，胎儿处女膜由泌尿生殖窦和苗勒管相遇处的泌尿生殖窦阴道球（sinovaginal bulbs）增生形成，通常在出生前或出生后不久穿孔。
处女膜有丰富的神经分布。在新生儿中，仍受母亲激素的影响，处女膜厚、淡粉色且冗余（折叠并可能突出）。在生命的前两到四年里，婴儿产生的激素会继续这种效果。她们的处女膜开口往往是环形的。

在新生儿期后，处女膜开口的直径（在处女膜环内测量）每年大约增加1毫米。在青春期期间，雌激素使处女膜变得非常有弹性并呈现流苏状。

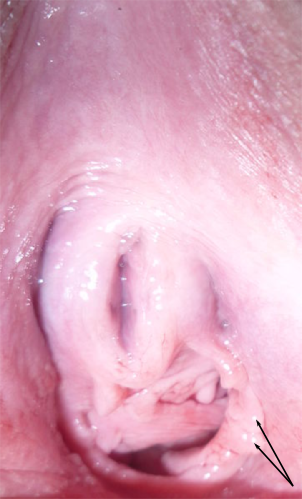
箭头指向青春期后个体的处女膜残余部分（处女膜痕）。

劇烈運動、挫傷及初次性交，都可能使處女膜被撕裂，而造成出血。出血量不大，且几乎会在一天内结束，与卵子着床的点状出血不同。疼痛感取决于伤口的愈合程度。若处女膜破裂后出血不止，建议及时就医。
一种直径为6毫米、一端带有直径从10到25毫米不等的球形的玻璃或塑料棒，称为Glaister Keen棒，用于近距离检查处女膜或其破裂程度。在法医学中，健康当局建议医生在必须在青春期前女孩的该区域进行拭子检查时避开处女膜，改为检察外阴前庭。在涉嫌强奸或儿童性虐待的情况下，可能会对处女膜进行详细检查，但单凭处女膜的状态往往是没有结论的。

## 性伦理
在許多文化中，處女膜的完整性被认为是女性婚前贞节的证明，甚至传统思想观念认为这是道德问题，因为以往認為在女性首次性交时，會因男性阴茎插入而使處女膜破损出血，不過近來的一項在2005年至2006年期間跨文化背景收集的對487位女性的問卷調查研究發現，在女性第一次進行性行為時不一定都會流血，有自我報告流血的比例也少於不流血的比例的情況，根據其來源地區的不同，疼痛和出血水平也有明顯差異。也有部分因剧烈运动和意外，或女性大幅度的自慰活动，在首次性行为前已经破损的情况。

## 更名

### 背景
由于“处女膜”一词可能存在的误导性，在汉字文化圈中部分群众、团体对此词提出异议，希望更改“处女膜”之名。

### 更名情况
2021年，在韩国，《標準國語大辭典》等辞典修改了有关“处女膜”的内容。“处女膜”（韓語：처녀막）在辞典中注释到此为“阴道口褶皱”（韓語：질입구주름）之旧称。
2022年，在台湾，《重編國語辭典修訂本》、《國語辭典簡編本》修订了有关“处女膜”的内容。辞典对“处女膜”扩充解释道“也稱為‘陰道前膜’、‘陰道瓣’、‘陰道冠’。”